# Copa México 1963/64
Die Copa México 1963/64 war die 22. Austragung des Fußball-Pokalwettbewerbs seit Einführung des Profifußballs in Mexiko. Das Turnier wurde im Anschluss an die Punktspielrunde der Saison 1963/64 ausgetragen. Erstmals in der Geschichte des mexikanischen Pokalwettbewerbs waren nicht nur die Mannschaften der Primera División, sondern auch die der Segunda División teilnahmeberechtigt.
Sieger wurde die Mannschaft des Club América, die den Pokalwettbewerb bereits 1938 während der sogenannten Amateurepoche gewinnen konnte und außerdem nach Einführung des Profifußballs in den Jahren 1954 und 1955 erfolgreich war, als sie die Finalspiele jeweils gegen ihren Erzrivalen Chivas Guadalajara gewann.

## Modus
Die Begegnungen wurden im K.-o.-System ausgetragen. Wegen der Teilnahme von 30 Mannschaften kamen in der ersten Runde zwei Mannschaften (Atlas und der spätere Turniersieger América) per Freilos weiter. Alle Runden bis auf das Finale, für das ursprünglich nur eine Begegnung angesetzt war, wurden in Hin- und Rückspielen mit je einem Heimrecht der beiden Kontrahenten ausgetragen. Endspielort war das Estadio Olímpico Universitario in Mexiko-Stadt, in dem auch das erforderliche Wiederholungsspiel ausgetragen wurde, nachdem die erste Begegnung torlos endete. Nachdem auch in der regulären Spielzeit (einschließlich Verlängerung) der neu angesetzten Finalbegegnung kein Sieger ermittelt werden konnte, fiel die Entscheidung erst im Elfmeterschießen.

## 1. Runde
Die Begegnungen des ersten Runde wurden zwischen dem 22. Februar und 4. März 1964 ausgetragen.
|                  | Gesamt |                             | Hinspiel | Rückspiel |
| ---------------- | ------ | --------------------------- | -------- | --------- |
| CF Monterrey     | 5:1    | CF Ciudad Madero            | 2:0      | 3:1       |
| CD Tampico       | 2:5    | Jabatos de Nuevo León       | 0:2      | 2:3       |
| Poza Rica FC     | 3:0    | Cuerudos de Ciudad Victoria | 1:0      | 2:0       |
| Club Necaxa      | 4:1    | CD Cruz Azul                | 1:0      | 3:1 n. V. |
| CD Irapuato      | 10:10  | Reboceros de La Piedad      | 7:1      | 3:0       |
| CF Pachuca       | 0:3    | CF Atlante                  | 0:1      | 0:2       |
| Orizaba FC       | 4:2    | Tiburones Rojos Veracruz    | 4:1      | 0:1       |
| Atlético Morelia | 1:3    | Club León                   | 1:1      | 0:2       |
| CF Torreón       | 0:2    | CF Laguna                   | 0:1      | 0:1       |
| Deportivo Tepic  | 4:6    | CD Guadalajara              | 3:3      | 1:3       |
| CD Texcoco       | 1:6    | Deportivo Toluca            | 1:1      | 0:5       |
| CD Zacatepec     | 2:1    | U.N.A.M.                    | 1:0      | 1:1       |
| CD Nacional      | 5:3    | CD Zamora                   | 3:1      | 2:2       |
| Celaya FC        | 1:4    | CD Oro                      | 1:1      | 0:3       |

- Club América und CF Atlas per Freilos.

## Achtelfinale
Die Begegnungen des Achtelfinals wurden zwischen dem 5. März und 15. März 1964 ausgetragen.
|                | Gesamt          |                       | Hinspiel | Rückspiel |
| -------------- | --------------- | --------------------- | -------- | --------- |
| Club América   | 2:1             | Orizaba FC            | 0:0      | 2:1       |
| CD Nacional    | 2:2 (1:3 i. E.) | CF Atlas              | 2:0      | 0:2 n. V. |
| CF Monterrey   | 3:1             | Jabatos de Nuevo León | 0:0      | 3:1       |
| CD Guadalajara | 2:0             | Club León             | 1:0      | 1:0       |
| CD Irapuato    | 3:2             | CD Oro                | 2:1      | 1:1       |
| Club Necaxa    | 5:1             | CF Atlante            | 3:0      | 2:1       |
| CF Laguna      | 1:2             | Poza Rica FC          | 1:1      | 0:1       |
| CD Zacatepec   | 2:4             | Deportivo Toluca      | 2:2      | 0:2       |

## Viertelfinale
Die Begegnungen des Viertelfinals wurden zwischen dem 21. März und 29. März 1964 ausgetragen.
|                | Gesamt |                  | Hinspiel | Rückspiel |
| -------------- | ------ | ---------------- | -------- | --------- |
| CF Monterrey   | 7:6    | Poza Rica FC     | 5:2      | 2:4       |
| CD Guadalajara | 4:2    | CF Atlas         | 2:0      | 2:2       |
| CD Irapuato    | 1:5    | Deportivo Toluca | 1:2      | 0:3       |
| Club América   | 2:0    | Club Necaxa      | 0:0      | 3:2       |

## Halbfinale
Die Hinspiele des Halbfinals wurden am 4./5. April und die Rückspiele am 12. April 1964 ausgetragen.
|              | Gesamt |                  | Hinspiel | Rückspiel |
| ------------ | ------ | ---------------- | -------- | --------- |
| CF Monterrey | 4:3    | CD Guadalajara   | 4:1      | 0:2       |
| Club América | 3:2    | Deportivo Toluca | 3:1      | 0:1       |

## Finale
Das Finale wurde am 19. April 1964 ausgetragen, das erforderliche Wiederholungsspiel am 21. April 1964.
|              | Ergebnis              |              |
| ------------ | --------------------- | ------------ |
| Club América | 0:0                   | CF Monterrey |
| Club América | 1:1 n. V. (5:4 i. E.) | CF Monterrey |

Mit der folgenden Mannschaft gewann der Club América den Pokalwettbewerb der Saison 1963/64:
Jorge Iniestra – Severo de Sales, Alfonso Portugal, Juan Bosco, Fernando Cuenca – Ángel Schadlein, Federico Ortiz Maldonado – José González, José Alves, Javier Fragoso, Luis Juracy; Trainer: Alejandro Scopelli.